# عرش

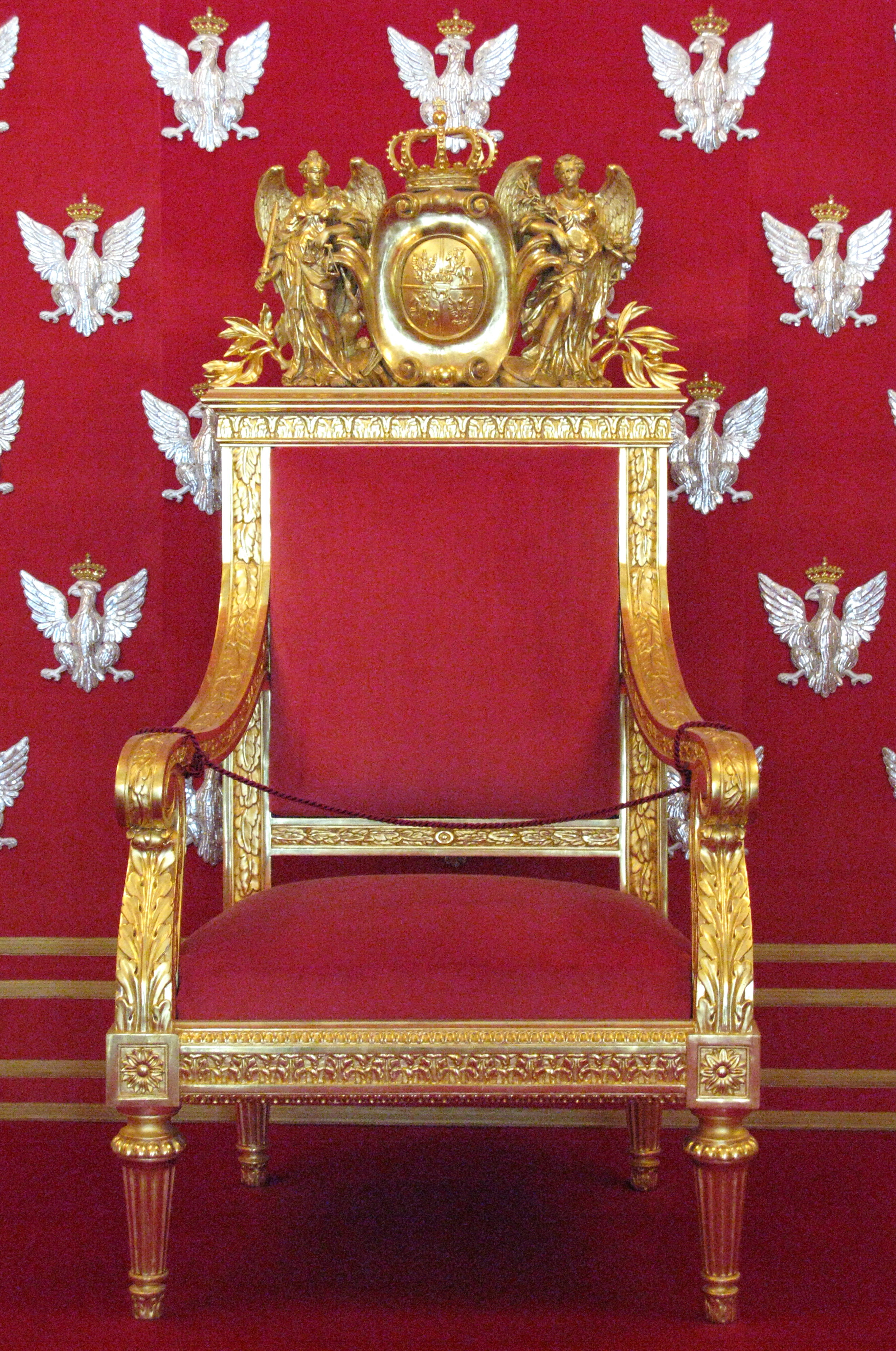
كرسي العرش

العرش ركن الشيء، سرير الملك. و هو أيضا كرسي يجلس عليه الملك ليدير اوامر المملكة وهو رمز للقوة.